# Rio Băița (Gilort)
O Rio Băiţa é um rio da Romênia afluente do rio Galben, localizado no distrito de Gorj.